# هوكر تيمبست
هوكر تيمبست (بالإنجليزية:Hawker Tempest) هي طائرة مقاتلة بريطانية، والتي تملكها القوات الجوية الملكية البريطانية خلال الحرب العالمية الثانية.

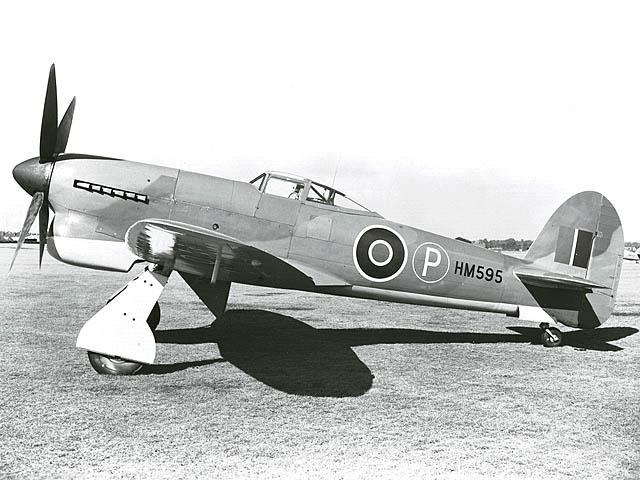
طائرة هوكر تيمبست.

## المستخدمون

- كندا
- الهند
- نيوزيلندا
- باكستان
- المملكة المتحدة

## وصلات خارجية
- (1944) AP 2458C.-P.N. Pilot's Notes for Tempest V Sabre IIA Engine
- Vectorsite article
- The Hawker Tempest Page
- Hawker Tempest V Performance
- U.S report on Tempest V
- Hawker Tempest V recognition film على يوتيوب
- Hawker Tempest profile, walkaround video, technical details for each Mk and photos
- "Spinning Intake - Ingenious Napier Development of Sabre-Tempest Annular Radiator Installation," - A 1946  Flight article on the annular radiator version of the Tempest